# Escocès de l'Ulster
L'escocès de l'Ulster (en escocès: Ulstèr-Scotch, en irlandès: Albainis Ultach) és el dialecte de l'escocès parlat a algunes parts de la regió irlandesa d'Ulster. Generalment és considerat com un dialecte o grup de dialectes de l'escocès, tot i que organitzacions com l'Ulster-Scots Language Society i l'Ulster-Scots Academy el consideren una llengua per dret propi, i l'Ulster-Scots Agency i l'antic Departament de Cultura, Arts i Lleure han utilitzat el terme Ulster-Scots language.